# Estepa de muntanya
L'estepa de muntanya, argentí, bordiol (Cistus laurifolius) és una espècie de planta del gènere de les estepes (Cistus) i de la família de les cistàcies. La seva distribució és a les muntanyes de la Conca del Mediterrani, manca al centre de al Conca, sobre terrenys silicis (de sòls àcids). Als Països Catalans (es troba a Catalunya i País Valencià) es presenta la varietat laurifolius ue es troba entre els 450 i els 1.700 metres d'altitud.
Addicionalment pot rebre els noms d'argentís, barsets, buet, búfies, bufins, estepa, estepa borda, estepa muntanyenca, estepa negra, estepó, herba llobera i llobatera. També s'han recollit les variants lingüístiques argentis, barcets, bordio, bórdol i estrepa.

## Descripció
Arbust glutinós i flairósd'1 a 2,5m d'alt. Fulles lanceolades de 3-9 x 1-3 cm, amb el pecíol ordinàriament de 0,5-2 cm; 1 a 8 flors en cima corimbiforme; sèpals coberts de pèls llargs; càpsula globosa pubescent de 9 a 12 mm amb 5 lòculs. Floreix de maig a juliol.

## Hàbitat
Brolles de terrenys silicis on sovint domina. Estatge mediterrani muntanyenc i muntanya submediterrània.

## Galeria

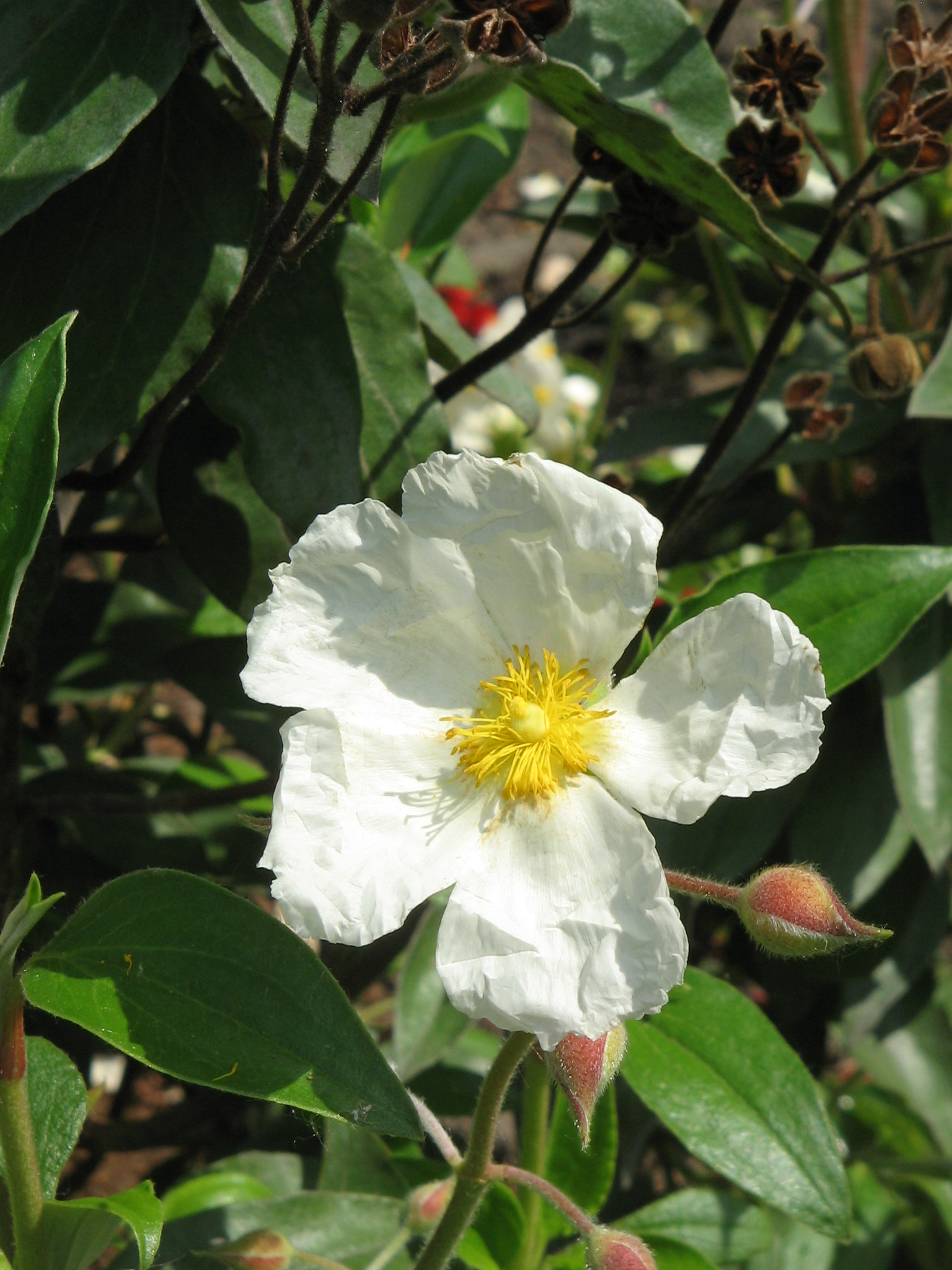
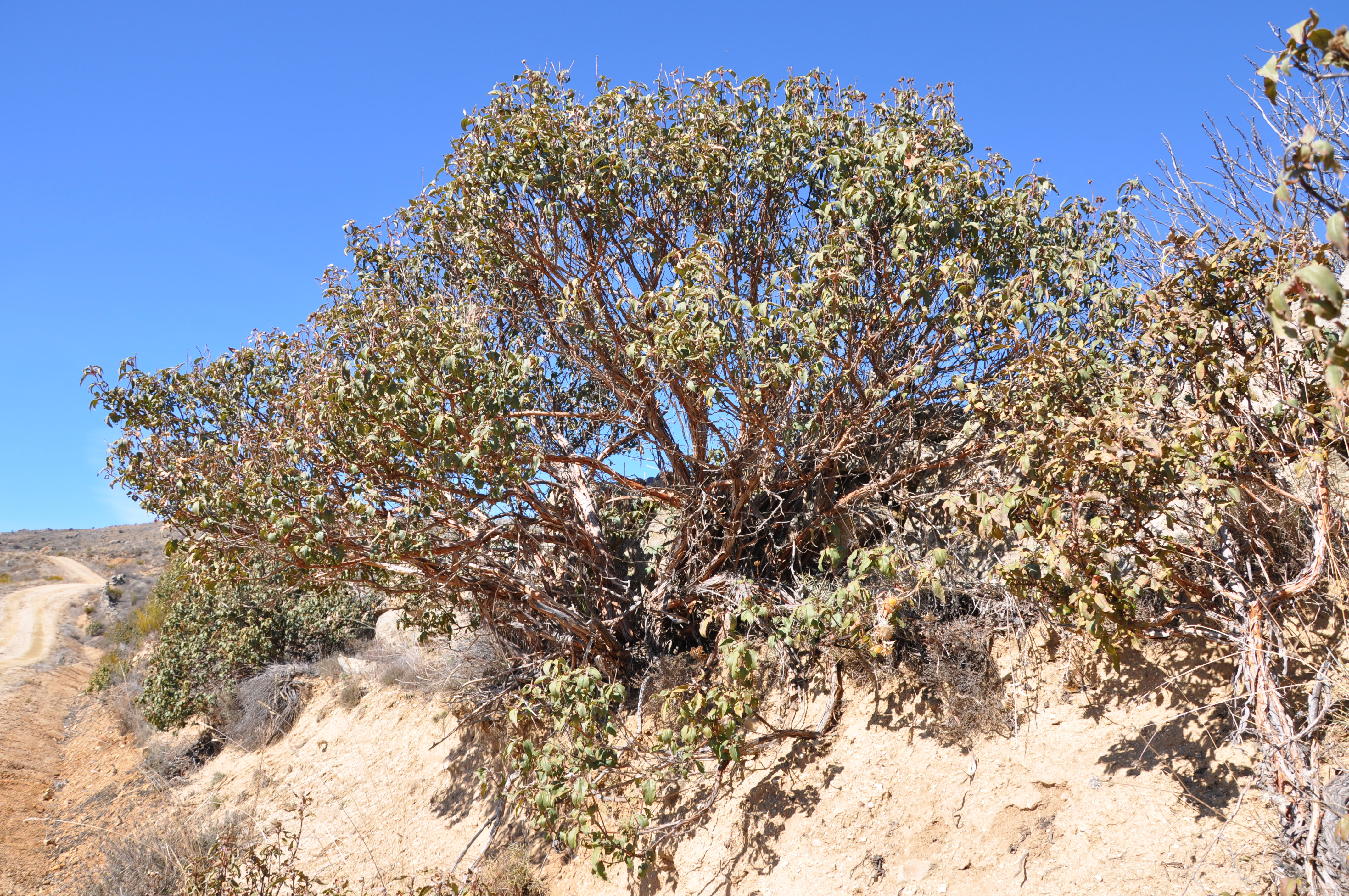
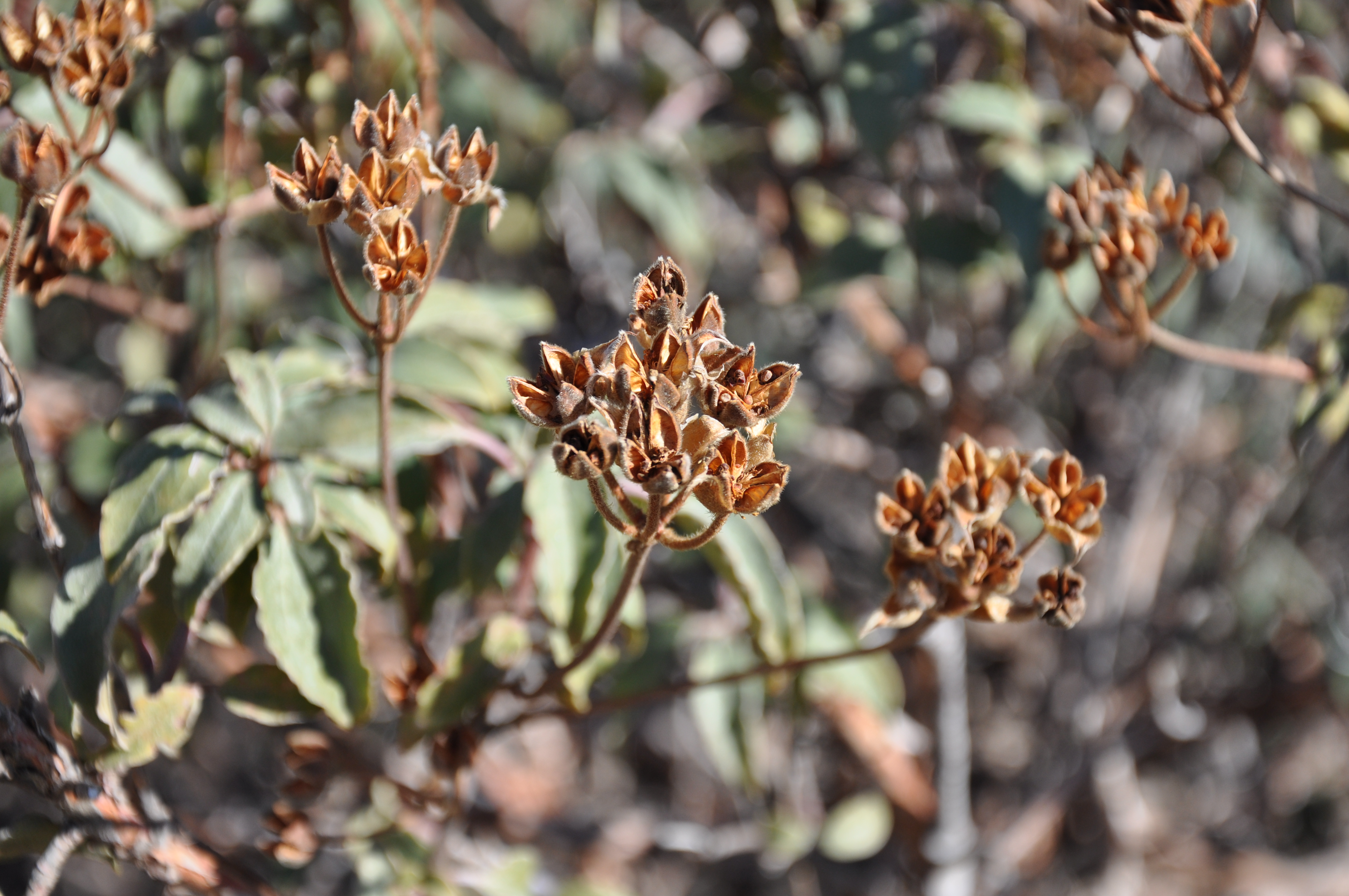
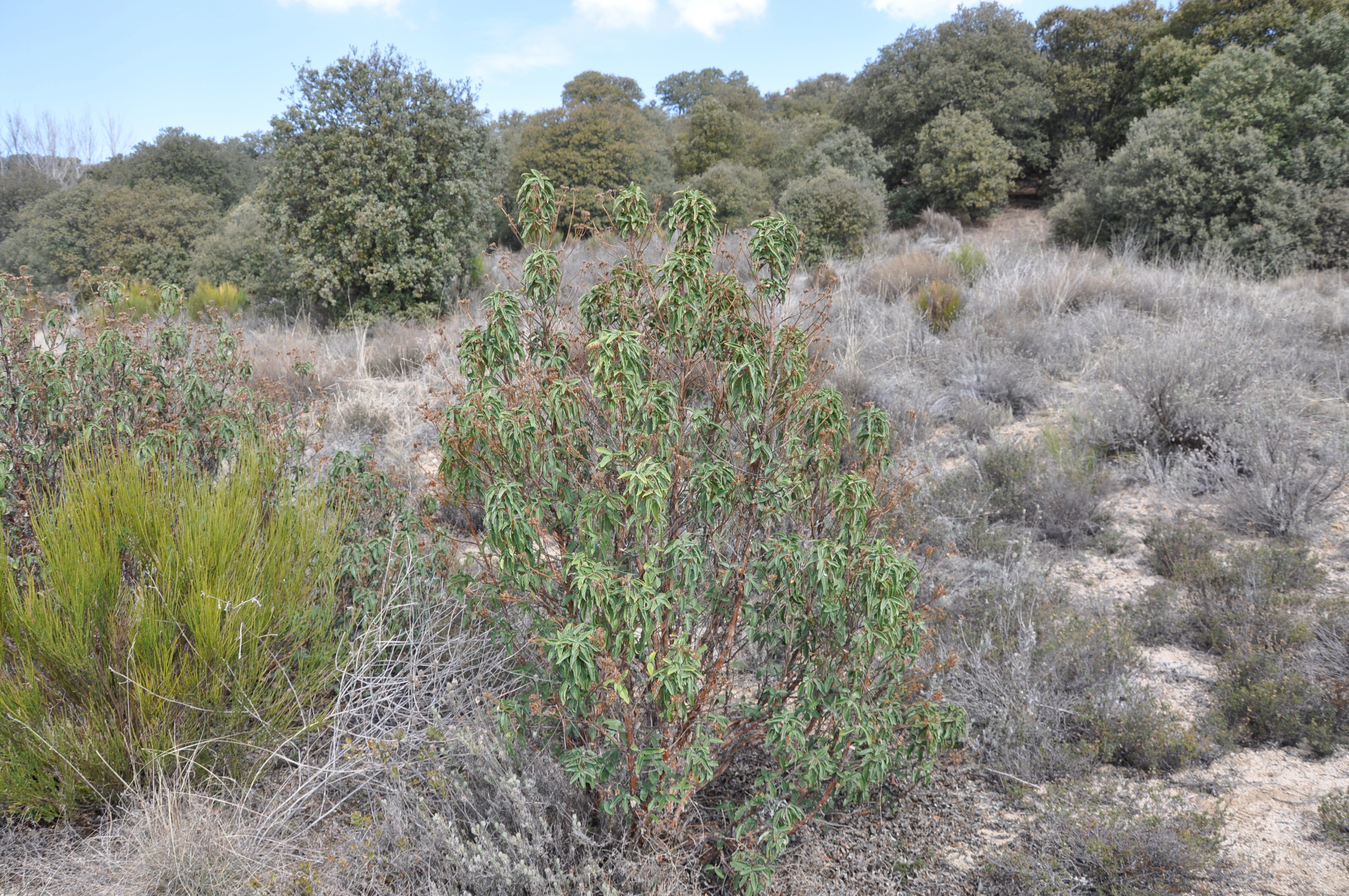